# オルガ・シャルテンコ
オルガ・シャルテンコ（英語: Olga Sharutenko, 1978年4月1日 - ）は、ロシアエカテリンブルク出身の女性フィギュアスケートアイスダンス選手で現在はプロフィギュアスケーター。1995年世界ジュニア選手権優勝。パートナーはドミトリー・ナウムキン。

## 経歴
エカテリンブルクに生まれ、6歳でスケートを始めた。のちにドミトリー・ナウムキンとカップルを結成し、1994-1995年シーズンの世界ジュニア選手権では初出場初優勝を果たす。翌1995-1996年シーズンよりシニアに参戦し、ネーベルホルン杯で優勝。また、創設されたばかりのISUグランプリシリーズ（当時の名称はISUチャンピオンシリーズ）に参戦した。
1996-1997年シーズンには、韓国の全州市で行われた冬季ユニバーシアード競技大会で優勝し、ロシア選手権では2位となり長野オリンピックのロシア代表有力候補となったが、1997-1998年シーズンのロシア選手権では4位に終わり、オリンピック出場は叶わなかった。翌1998-1999年シーズンの冬季ユニバーシアード競技大会で大会2連覇を飾り、同シーズン終了後にアマチュアを引退し、プロに転向。
プロ転向後はタチアナ・タラソワ率いる「アイス・スターズ」に参加し、世界各地で「ピーターパン」や「オペラ座の怪人」、「眠れる森の美女」などに出演。2006年にはジョン・バロウマンとともに「ダンシング・オン・アイス」に参加した。現在はイギリスとロシアを拠点にコーチ兼振付師としても活動しているという。

## 主な戦績
| 大会/年            | 1994-95 | 1995-96 | 1996-97 | 1997-98 | 1998-99 |
| ------------------ | ------- | ------- | ------- | ------- | ------- |
| ロシア選手権       |         |         | 2       | 4       | 5       |
| GPスケートカナダ   |         |         |         |         | 6       |
| GPスパルカッセン杯 |         |         |         |         | 8       |
| GPNHK杯            |         | 7       |         |         |         |
| ユニバーシアード   |         |         | 1       |         | 1       |
| ネーベルホルン杯   |         | 1       |         | 1       |         |
| スケートイスラエル |         |         | 3       |         |         |
| 世界Jr.選手権      | 1       |         |         |         |         |